# Station Narzym
Station Narzym is een spoorwegstation in de Poolse plaats Narzym.